# 小山田圭吾
小山田圭吾（日语：／ Oyamada Keigo，1969年1月27日—），藝名為Cornelius是一名日本音樂家和製作人，他共同創立具有影響力的澀谷系樂隊Flipper's Guitar，隨後開始個人事業。1997年，他發行專輯《FANTASMA》，獲得美國音樂評論家的稱讚，他們稱他為「現代的布赖恩·威爾遜」及「日本的貝克」。2007年，《滾石日本》將小山田圭吾的兩張專輯列入「有史以來最偉大的100張日本搖滾專輯」，其中《FANTASMA》排在第10位，Flipper's Guitar的《Camera Talk》排在第35位。

## 職業生涯
和光大學附屬高等學校卒業，1988年時組成Lollipop Sonic，1989年跟小沢健二以二人同時擔任主唱及吉他手的姿態共組Flipper's Guitar，在發行三張唱片後，於1991年解散。
1992年成立Trattoria Records ，此為澀谷系一重要的音樂廠牌，旗下藝人有Kahimi Karie、Brige、Venus peter、Salon music等等，其中Kahimi Karie為小山田圭吾的前女友，其於Trattoria Records95年發行的專輯My first Karie一名，不難發現當時他們正在熱戀。
受到1968年人猿星球電影的影響，小山田圭吾於1993年正式以Cornelius出道，第一張單曲THE SUN IS MY ENEMY也於1993年發行；1994年推出第一張個人專輯-First Question Award，延續著以往Flipper's Guitar時的清新簡潔的風格。
1995年的專輯69/96大幅度的跳脫於Flipper's Guitar時期的清新風格，大量的取樣不同的特殊音效，整張音樂專輯呈現出許多特別的橋段，風格從Heavy Metal到Soul、Hip-hop、Country無所不包，並以拼貼的方式呈現出整體的音樂概念-多元混合。1997年的Fantasma延續69/96多元混合的音樂概念，並加入了更多的電子實驗音樂，但更是奠定小山田圭吾澀谷系指標人物的專輯。
除了專注於自身的音樂創造，更積極的與多方的藝人合作，製作許多混音歌曲，合作過的藝人有: Beck、Blur、Sting、Sketch Show、坂本龍一、Manic Street Preachers、ARTO LINDSAY、COLD CUT、HIGH LAMMAS、K.D LANG、KINGS OF CONVINIENCE、MERZBOW、MOBY、PASTELS、U.N.K.L.E等等
2000年與嶺川貴子結婚，2001年發行令樂迷引領而盼的回歸佳作-Point；於專輯中大量運作水聲的混音及大量人聲合音，可以於其中找回小山田圭吾於早期的清新影子，但多了一點點世故的成熟。2004年參與坂本龍一專輯Chasm中吉它的演奏；專曲Music於2006年8月23日發行。

## 爭議

### 霸凌醜聞[2]
小山田圭吾在1990年代中期受访时谈到，自己过去就读的学校霸凌问题严重，他自己就曾經是加害者。他说，他曾逼迫同学脱光，绑上绳子当众手淫、吃大便，他还模仿摔角招式抱住对方往后摔。小山田笑称，“现在想想真的很过分，想借机向对方道歉”。日本音樂雜誌《ROCKIN'ON JAPAN》試圖邀請受害者跟圭吾聯繫，但全都拒絕。其中一位受害者母親撥電說她兒子因為這些事情而自殺了。
2021年7月，小山田圭吾被宣佈為2020年東京奧運會製曲人，該受訪片段立刻被挖出，并在日本社群媒體引发「炎上」；網友撻伐之餘也發起在線聯署，要求東京奧運暨帕運委員會將他開除。發現事態嚴重後，小山田透過個人網頁及社群網站致歉，「對造成多方人士非常不快的心情，我要誠心道歉，由衷表達歉意」。
此事之後，東京奧委事務總長兼理事武藤敏郎試圖挽留小山田，最後小山田在7月19日離開製作團隊。

## 外部連結
- 網站 (英文)

1. ↑  Fisher, Devon. . The Japan Times. March 10, 2015  [July 22, 2021]. （原始内容存档于2018-10-06）.
2. ↑  .   [2021-07-24]. （原始内容存档于2021-07-24）.